# S.P.O.C.K: 1999
S.P.O.C.K: 1999 är ett musikalbum från 1999 av det svenska synthpopbandet S.P.O.C.K.

## Låtlista
1. Spacewalk
2. Dr McCoy
3. Out There
4. Dark Side of the Force
5. Android’s Dilemma
6. They Are Here
7. Wolf in the Fold
8. Agent 5
9. Star Pilot On Channel K
10. Dream Within a Dream